# Abrochia tetrazona
Abrochia tetrazona är en fjärilsart som beskrevs av George Francis Hampson 1898. Abrochia tetrazona ingår i släktet Abrochia och familjen björnspinnare. Inga underarter finns listade i Catalogue of Life.